# Heterodermia granulifera
Heterodermia granulifera är en lavart som först beskrevs av Erik Acharius, och fick sitt nu gällande namn av William Louis Culberson. Heterodermia granulifera ingår i släktet Heterodermia och familjen Physciaceae.   Inga underarter finns listade i Catalogue of Life.